# Isabel Bawlitza
Isabel Bawlitza Muñoz (n. Linares, Chile, 1981) es una modelo chilena ganadora del Miss Mundo Chile y que representó a su país en Miss Mundo 2000 y en el Reina Sudamericana 2001.

## Primeros años
Su carrera como modelo comenzó en la revista Paula, la obtención de un contrato por dos años como un modelo exclusivo. Ha participado en desfiles de moda en los Estados Unidos e Italia.

## Miss Mundo 2000
Bawlitza fue elegida bajo la organización de Millaray Palma y la ex Miss Mundo Chile 1998, Daniella Campos. Bawlitza representó a Chile en Miss Mundo 2000 celebrado en Londres, Reino Unido el 30 de noviembre de 2000. Ella quedó entre las diez semifinalistas.

## Posesión del título
| Predecesor: Lissette Sierra | Miss Mundo Chile 2000 | Sucesor: Christianne Balmelli |

- Datos: Q3802230